# Ayuntamiento de Filadelfia
La Casa Consistorial de Filadelfia es la sede del ayuntamiento de la ciudad de Filadelfia, en el estado de  Pensilvania.
Tiene una altura de 167 metros, incluyendo la estatua del fundador de la ciudad William Penn, obra de Alexander Milne Calder (abuelo de Alexander Calder) encima de ella; gracias a eso fue  edificio más alto habitable en el mundo de 1901 a 1908. Siguió siendo el más alto de Pensilvania hasta que fue superado en 1932 por la torre del Golfo de Pittsburgh; fue el más alto de Filadelfia hasta la construcción del One Liberty Place (1984-1987), acabando con el acuerdo informal que limitaba la altura de los edificios en la ciudad a no superarlo. Hoy en día, es el 16º edificio más alto del estado.
Ha sido la sede de ayuntamiento más alta del mundo construida en mampostería desde que en 1953 colapsó la cumbre de la Mole Antonelliana de Turín. El pináculo de la Mole Antonelliana fue reconstruido y reforzado con acero, terminando su reclamación como una estructura de mampostería.
Es un Hito Histórico Nacional (National Historic Landmark) y en 2006 fue declarado «National Historic Civil Engineering Landmark» por la Sociedad Americana de Ingenieros Civiles.
En 2007, el edificio fue votado como el 21.º en la lista "America's Favorite Architecture" organizada por el Instituto Americano de Arquitectos. Otros edificios de Filadelfia incluidos en esa misma lista son el Museo de Arte de Filadelfia, la biblioteca Fisher Fine Arts de la Universidad de Pensilvania, la estación de la calle 30 y los almacenes Wanamaker.

## Historia y descripción

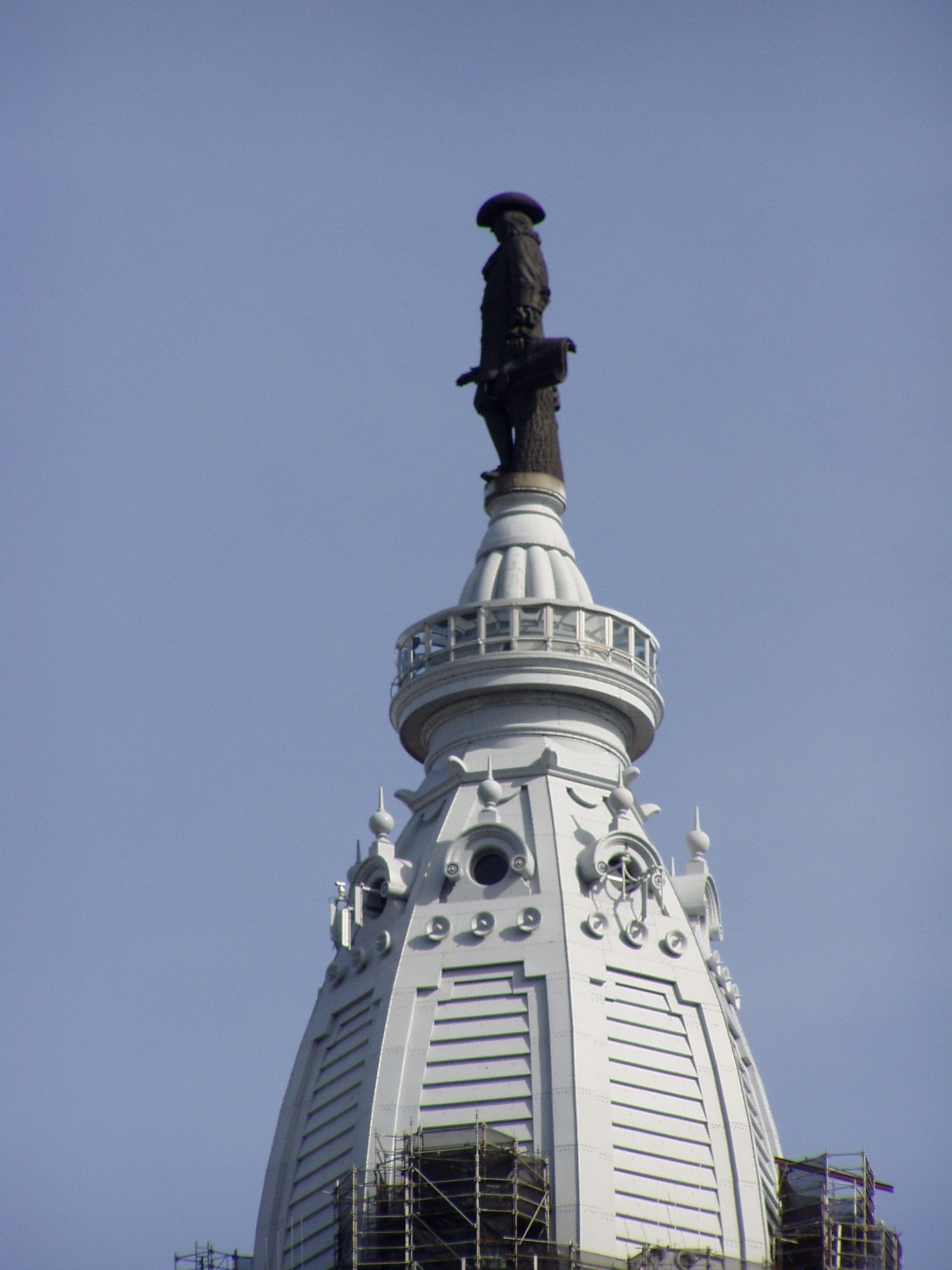
Escultura de William Penn en la aguja de la torre del ayuntamiento

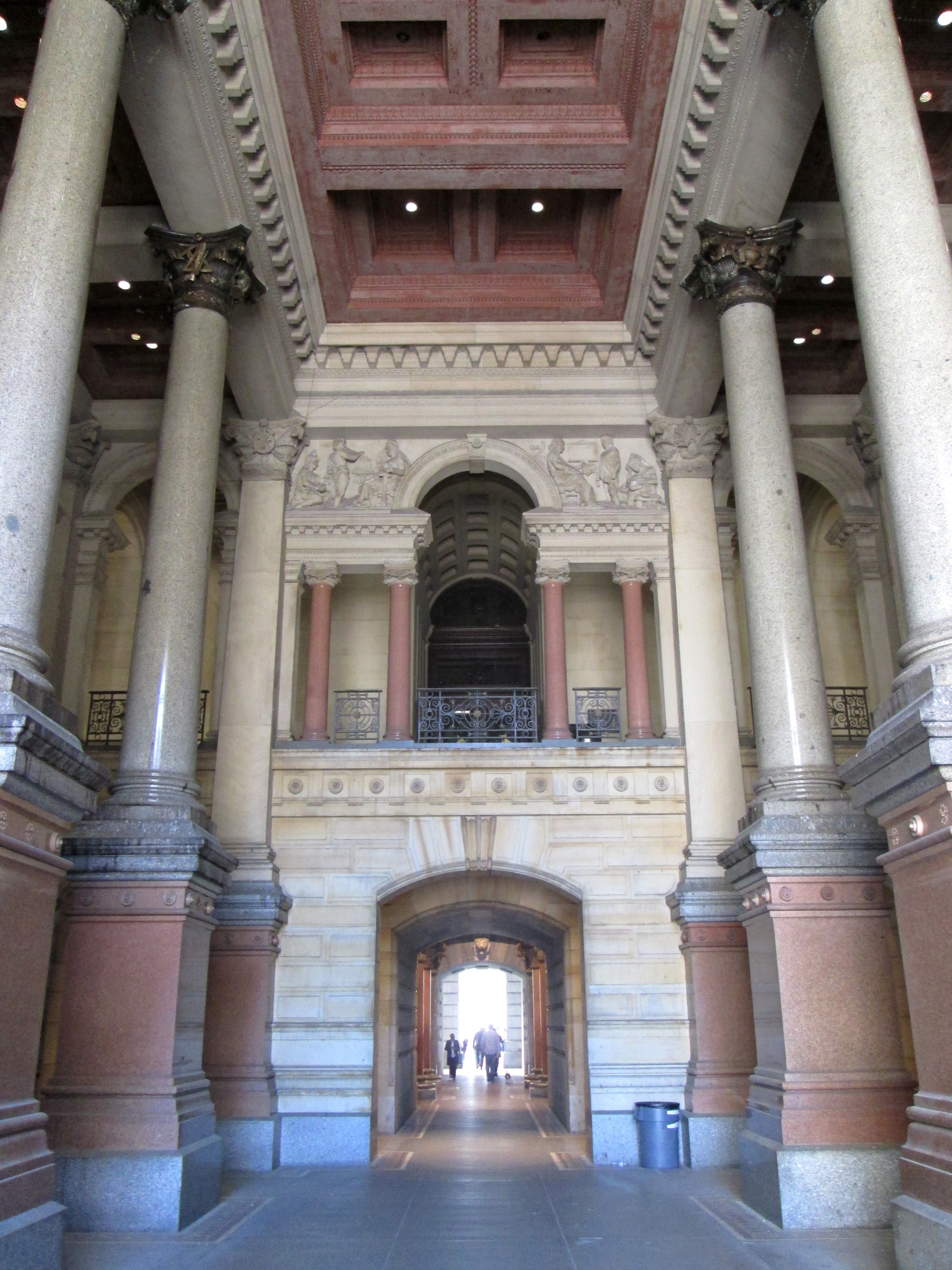
La galería N. Broad Street que conduce al patio del edificio

El edificio fue diseñado por el arquitecto de origen escocés John McArthur, Jr., en estilo Segundo Imperio, y fue construido desde 1871 hasta 1901 con un costo de 24 millones de dólares. Diseñado para ser el edificio más alto del mundo, que fue superado durante su construcción por el Monumento a Washington y la Torre Eiffel, a pesar de que estaba en acabado de edificios de viviendas más altos del mundo. Fue el primer edificio moderno (con exclusión de la Torre Eiffel) para ser más alto y también fue el primer edificio habitable secular en tener este récord del mundo: los anteriores edificios más altos de todo el mundo eran estructuras religiosas, incluyendo catedrales europeas y, para los 3.800 años anteriores, la Gran Pirámide de Giza.
Con casi 700 dependencias, el Ayuntamiento de Filadelfia es el edificio municipal más grande en los Estados Unidos y uno de los más grandes del mundo. El edificio alberga los tres poderes del Estado: el Ejecutivo (Oficina del Alcalde), el Legislativo (Ayuntamiento), y los Tribunales Civiles (Tribunal de Causas Comunes del Poder Judicial).

## Estatua de William Penn
El edificio está coronado por una estatua de 27 toneladas de bronce del fundador de la ciudad, William Penn, es una de las 250 esculturas creadas por Alexander Milne Calder que adornan el edificio por dentro y por fuera. La estatua es la más alta cima de cualquier edificio en el mundo.
Calder deseaba la estatua cara al sur para que su cara se iluminara por el sol la mayor parte del día, lo mejor para revelar los detalles de su trabajo. La estatua en realidad se enfrenta al noreste, hacia el Parque del Tratado Penn del barrio de Fishtown, que conmemora el lugar donde William Penn firmó un tratado con la tribu americana nativa local. Al otro lado del parque está la Mansión Pennsbury, la casa de campo de Penn en el condado de Bucks. Sin embargo, otra versión de por qué la estatua señaló generalmente al norte en lugar del sur es que fue el método del arquitecto en aquel entonces (1894) de mostrar descontento con el estilo de la obra; que para 1894 no estaba en el popular estilo  Bellas Artes del momento; que estaba fuera de moda incluso antes de que se colocara en la parte superior del edificio [cita requerida]. Durante la década de 1990, cuando uno de los  cuatro principales equipos deportivos de Filadelfia estuvo cerca de ganar un campeonato, la estatua fue decorada con la camiseta de ese equipo.
La torre cuenta con 4 relojes de 8 m diámetro en los cuatro lados de la parte metálica de la torre (más grande que el Torre del Reloj, el Palacio de Westminster).
La plataforma de observación de la ciudad se encuentra justo debajo de la base de la estatua, a 152 m del nivel de la calle. Antiguamente cerrado con cerca de alambre, la plataforma de observación está ahora encerrada por vidrio. Se llega a él en un ascensor para 6 personas cuyos paneles de vidrio permiten a los visitantes ver la superestructura de madera que sostiene la torre. Las escaleras dentro de la torre solo se utilizan como salida de emergencia. La ornamentación de la torre se ha simplificado; se eliminaron las enormes guirnaldas que festoneaban los paneles superiores de la torre.
La estatua de Penn es hueca, y un túnel estrecho da acceso a través de ella a una pequeña escotilla en lo alto del sombrero.
En la década de 1950, los próceres de la ciudad estudiaron derribar esta sede del ayuntamiento para construir un nuevo edificio en otro lugar. Encontraron que la demolición habría arruinado la ciudad debido a la construcción en mampostería del edificio.

## Actualidad

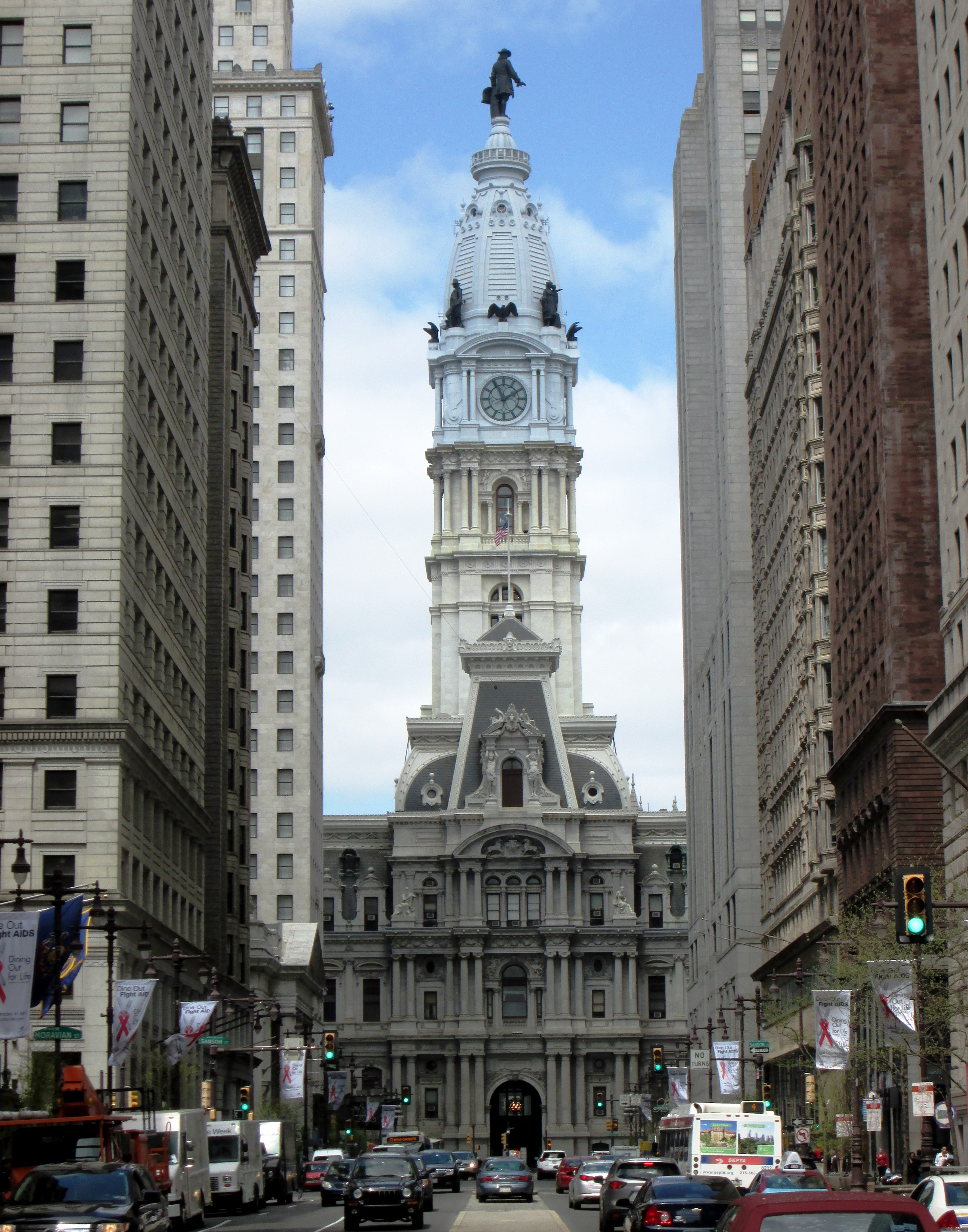
La fachada sur, vista desde S. Broad Street en Locust Street (2013)

Desde hace muchos años, el ayuntamiento sigue siendo el edificio más alto de Filadelfia por los términos de un pacto de caballeros que prohibía que cualquier estructura se elevara por encima de la estatua de William Penn. En 1987, perdió esta distinción cuando se completó One Liberty Place.
Este edificio es un Monumento Histórico Nacional. Durante el año 2006, fue nombrado Monumento Histórico Nacional de Ingeniería Civil por la Sociedad Americana de Ingenieros Civiles

## Sitio
El ayuntamiento se basa en el área designada por William Penn como Plaza Centro. Fue un  plaza pública desde la fundación de la ciudad en 1682 hasta que empezó la construcción del ayuntamiento en el sitio en 1871. Fue una de las cinco plazas originales de Filadelfia que se puso fuera de la parrilla de la ciudad por Penn. Se encontraba en el centro geográfico de la ciudad desde 1682 hasta el Ley de Consolidación de 1854 (aunque nunca fue el centro social de la ciudad durante ese largo periodo).
Penn tenía previsto para la Plaza Centro:
A pesar de las dos riberas  Delaware y Schuylkill, la ciudad de Penn tenía un diseño orientado hacia el interior, centrándose en esta céntrica plaza; sin embargo, la orilla del río Delaware seguiría siendo el corazón económico y social de facto de la ciudad durante más de un siglo.
Casi nadie vivía al oeste de la calle Cuarta antes de 1703. Por lo tanto, el diseño de Penn de una plaza del centro como el centro de su comunidad tuvo que ser abandonado. La gran casa de reuniones Friends, que fue construida en 1685 en el punto medio entre los ríos fue desmantelada en 1702. Los esfuerzos para desarrollar la ribera de Schuylkill igualmente fracasaron. De los mercaderes, comerciantes y artesanos que se pueden identificar que estaban en Filadelfia alrededor de 1690, 123 vivían en el lado de Delaware de la ciudad y solo 6 en el lado de Schuylkill. Uno de estos últimos, un sastre llamado William Boulding, se quejó de que él había invertido la mayor parte de su capital en su lote Schuylkill, "de modo que él no puede, como otros lo han hecho, mudarse de la misma". No fue sino hasta mediados del siglo XIX, mucho después de que la ciudad se había extendido hacia el norte y hacia el sur en un arco a lo largo de los kilómetros del Delaware más allá de sus límites originales, cuando la ribera de Schuylkill fue plenamente desarrollada. Tampoco fue la Plaza Centro retomada como corazón de Filadelfia hasta que comenzó la construcción del ayuntamiento en 1871.